# 11773 Schouten
11773 Schouten este un asteroid din centura principală de asteroizi.

## Descriere
11773 Schouten este un asteroid din centura principală de asteroizi. A fost descoperit pe 17 octombrie 1977 la Observatorul Palomar de Cornelis Johannes van Houten, Ingrid van Houten-Groeneveld și Tom Gehrels. Asteroidul prezintă o orbită caracterizată de o semiaxă mare de 2,74 ua, o excentricitate de 0,13 și o înclinație de 7,5° în raport cu ecliptica.